# Castricum
Castricum (nizozemska izgovorjava: [ˈkɑstrikʏm] ()) je občina in mesto v provinci Severna Holandija na Nizozemskem.
Castricum je obmorsko mesto v provinci Severna Holandija. Privablja turiste, ki pridejo predvsem na obisk plaže in bližnje pokrajine sipin. V bližini je jezero Alkmaar-Uitgeest z možnostmi za jadranje in jadranje na deski.

## Zgodovina
6. oktobra 1799 je francosko-nizozemska vojska pod poveljstvom Guillauma Bruna premagala angleško-rusko vojsko pod vodstvom Ralpha Abercrombyja in vojvode Yorškega v bitki pri Castricumu.
Občini Akersloot in Limmen sta se 1. januarja 2002 združili v občino Castricum.

## Naselitveni centri
Občino Castricum sestavljajo mesta, vasi in okrožja: Castricum, Akersloot, Bakkum, De Woude in Limmen .

## Transport
Mesto je opremljeno z železniško postajo Castricum. Ima redne vlake do Amsterdama, s časom potovanja 28 minut.

## Lokalna oblast
Občinski svet Castricuma sestavlja 25 svetnikov.
Po volitvah v letu 2022 so kolegij župana in lokalno vlado (občinski odbor) sestavile naslednje skupine svetnikov:Lokaal Vitaal, VVD, Zelena levica in CDA. 

## Castricum aan Zee
Castricum aan Zee je obmorsko letovišče Castricuma. Nahaja se na obali Severnega morja. Včasih se je imenovalo Bakkum aan Zee in je sestavljeno predvsem iz počitniških hiš, kampov in občasnih hiš. Duincamping Bakkum je najstarejši kamp na Nizozemskem. Območje sipin je bilo nekoč v lasti albanske princese Sofije. Leta 1906 je skupina ljubiteljev narave prosila za dovoljenje za taborjenje. Princesa je izdala dovoljenje in razvil se je v stalni tabor.
Leta 1942 se je začela gradnja Atlantskega zidu za obrambo pred zavezniško invazijo. Kot del obzidja je bil zgrajen Stützpunkt Castricum, v sipinah pa so bili zgrajeni 104 bunkerji. Mnogi so porušeni, nekateri pa so še skriti pod peskom. Leta 2020 so odkrili prej neznan bunker, zakopan v pesek.

## Pomembni ljudje
- Willem Jacobszoon Coster (1590 v Akerslootu – 1640) nizozemski kolonialni guverner Zeylana leta 1640
- John Ton (1826 v Akerslootu – 1896) ameriški abolicionist, aktiven pri podzemni železnici v Illinoisu .
- Willem Schermerhorn (1894 v Akerslootu – 1977) nizozemski politik, predsednik nizozemske vlade 1945/1946
- Abraham Louis Schneiders (1925 v Castricumu – 2020) nizozemski diplomat in pisatelj [7]
- Jan Gmelich Meijling (1936 v Heemstedeju – 2012) nizozemski politik, mornariški častnik in župan Castricuma od 1978 do 1985
- Theo van den Boogaard (rojen 1948 v Castricumu), nizozemski karikaturist

## Galerija
- Weide van Brasser, Castricum